# نوریتیک
نوریتیک (انگلیسی: Noritake) شرکت سرامیک ژاپنی است، که در سال ۱۹۰۴ تأسیس شد.